# Swami Brahmananda
Swami Brahmananda (Sikra, Distrito de 24 Parganas norte, 21 de enero de 1863 - 10 de abril de 1922) fue un religioso bengalí, discípulo del místico bengalí Ramakrishna (1836-1886). Su nombre en bengalí se pronuncia Shami Brohma Anondo, que significa ‘la felicidad del Brahman’.

## Biografía
Nació en la aldea de Sikra Kulingram, 60 km al norte de Calcuta. Su padre (propietario de arrozales) se llamaba Ananda Mohan Ghosh, y su madre Kailash Kamini Devi le dieron el nombre de Rakshala Chandra Ghosha (en bengalí: Rakjal Chondro Ghosh).
Conoció a Sri Ramakrishna en Dakshineswar, donde el religioso tenía un pequeño áshram con 16 discípulos, entre los que se contaba Vivekananda (1863-1902), que tenía la misma edad que Rakhal. El anciano le pidió que se quedara a vivir con él y formara parte de sus pequeño ashram.
Con Ramakrishna, Rakhal actuaba como un niño con su madre. En Dakshineswar desarrolló una gran humildad, bajo las órdenes del estrictísimo santo.
Ramakrishna siempre decía que Rakhal era el resultado de sus oraciones a la Kālī Mata, de que le enviara un muchacho sincero.
Vivekananda comenzó a llamarlo Rakhal Rash (rey protector), en una ocasión en que Ramakrishna le mencionó que Rakhal tenía inteligencia de líder (rāja: ‘rey’).
En su último año de vida (en abril de 1885 se le había diagnosticado un cáncer de garganta, que lo devastó físicamente), Ramakrishna empezó a decir que Rakhal era un nitya siddha (un ser ‘eternamente perfecto’, prácticamente como un avatar) y un ishvará koti (como diez millones de dioses).
Cuando Ramakrishna falleció en agosto de 1886 (a los 50 años de edad), Rakhal —de 23 años— abandonó el monasterio Baranagar Math y se convirtió en un pari-vrajaka (mendigo vagabundo). Durante varios años recorrió muchos lugares santos de la India, viviendo de la limosna de los peregrinos.
Quince años después, en 1901, Vivekananda le pidió que abandonara la vida de mendicante y se quedara a ayudarlo en el monasterio Ramakrishna, que se había quedado sin monjes. Rakhal aceptó y pasó a ser el primer President (sic, en inglés) de la Ramakrishna Mission y la Ramakrishna Math.
Al año siguiente (1902) falleció Vivekananda —de cuarenta años de edad—, y el convento Ramakrishna entró en caos. Rakhal lo reorganizó, realizó una campaña de proselitismo para aumentar el paupérrimo número de monjes. Vivió con la viuda de Ramakrishna, Śrī Saradā Devī (1853-1920), a quien los demás jóvenes solían llamar Madre Kālī.
Durante los veinte años que fue líder del sangha, realizó muchos viajes. A pesar de la rígida disciplina del monasterio, logró expandir el número de jóvenes, a veces de clase alta, que se veían atraídos por sus enseñanzas, las de Sri Ramakrishna y Vivekananda.
En su autohagiografía decía ser hijo de una familia aristocrática de Calcuta.
Durante su vida dejó consolidada la orden y realizó un importante trabajo social.

## Instituciones nombradas después de Brahmananda
Su discípulo Yogindranath Tagore fundó una escuela en 1912 en Baranagar, Kolkata, que lleva su nombre. Tagore nombró a la escuela "Brahmananda Balakashrama", que ahora se conoce popularmente como Baranagore Ramakrishna Mission Ashrama High School.